# Dictyophorus spumans
Dictyophorus spumans är en insektsart som först beskrevs av Carl Peter Thunberg 1787.  Dictyophorus spumans ingår i släktet Dictyophorus och familjen Pyrgomorphidae.

## Underarter
Arten delas in i följande underarter:
- D. s. calceata
- D. s. pulchra
- D. s. servillei
- D. s. ater
- D. s. spumans

## Bildgalleri

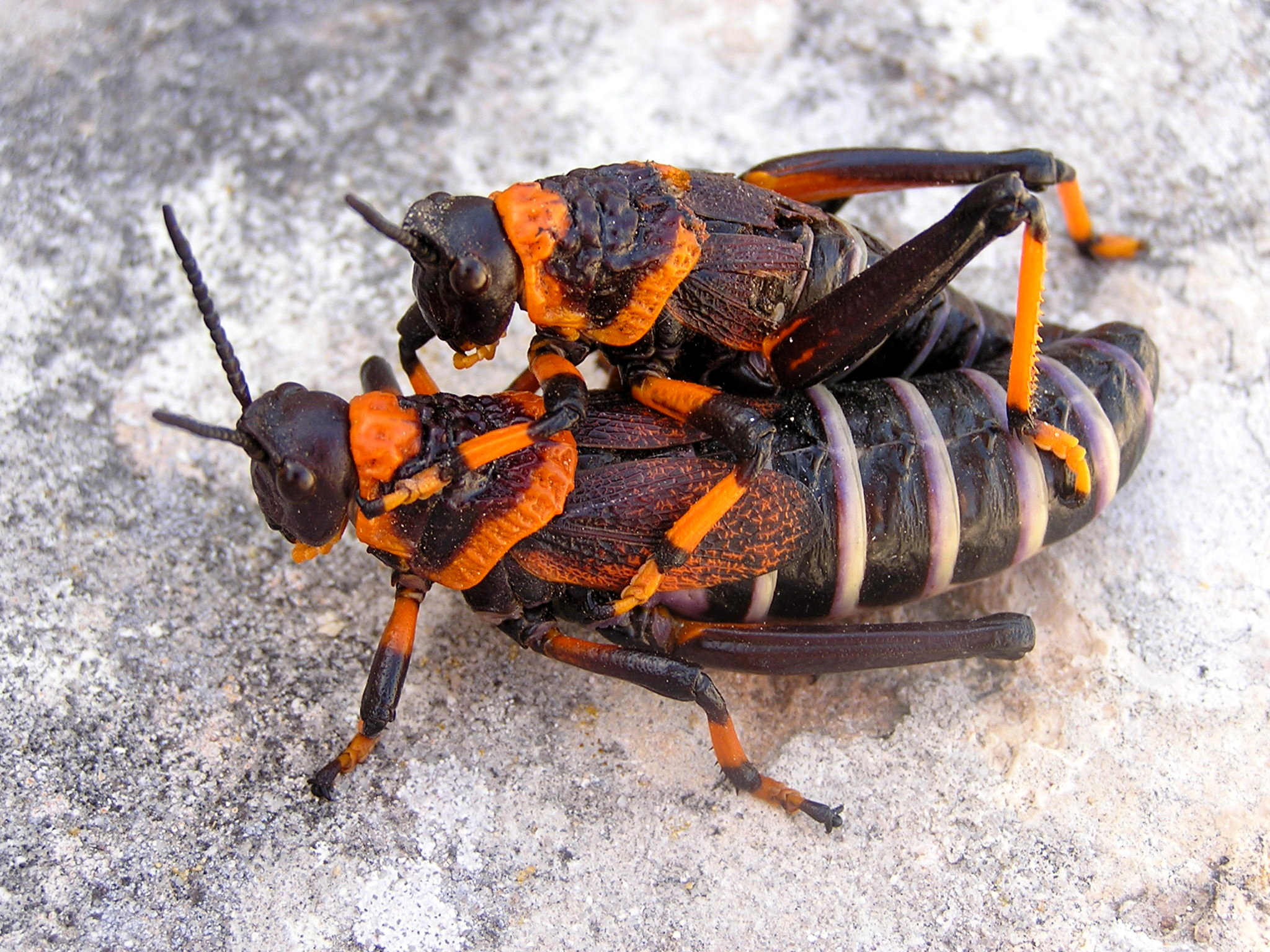
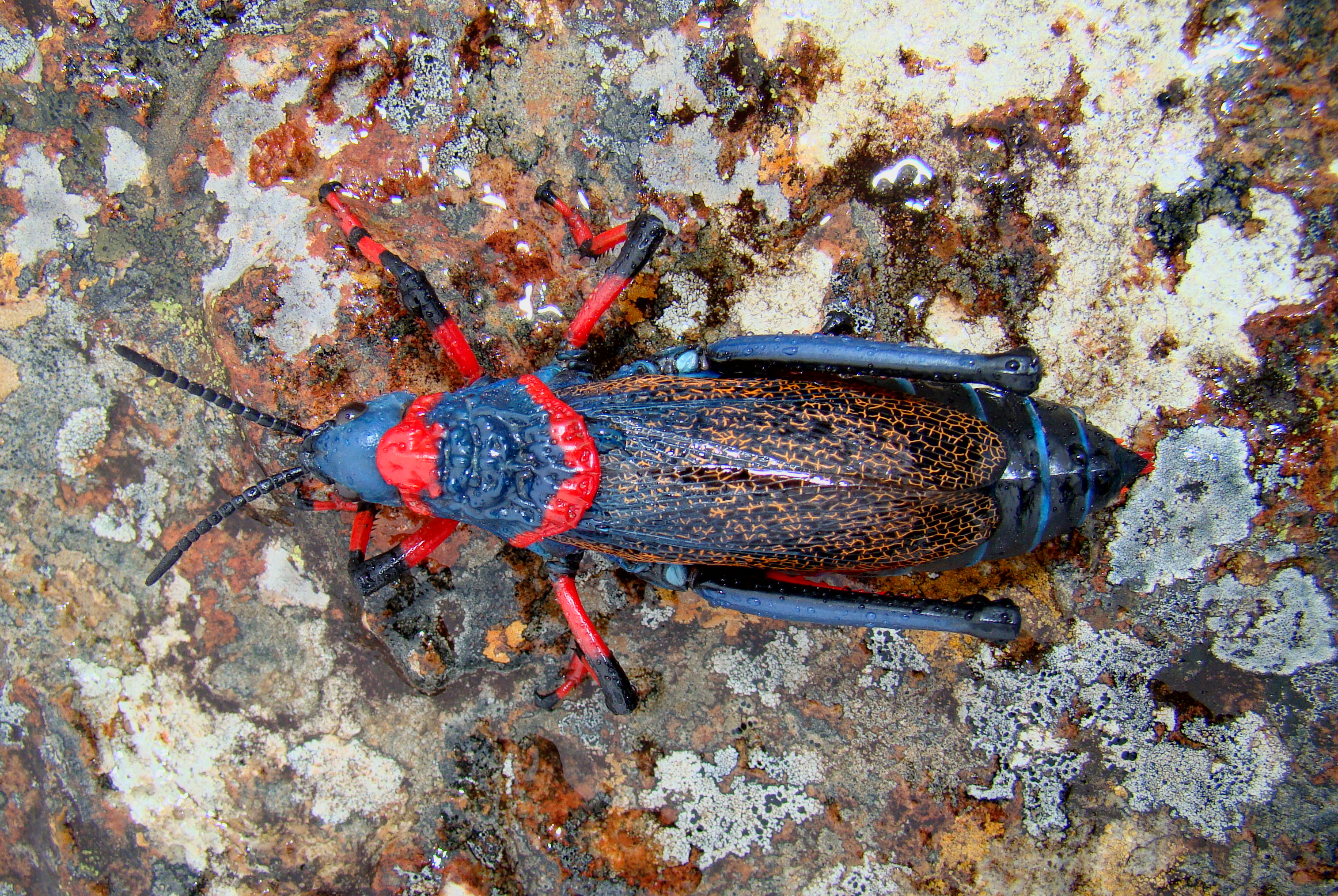
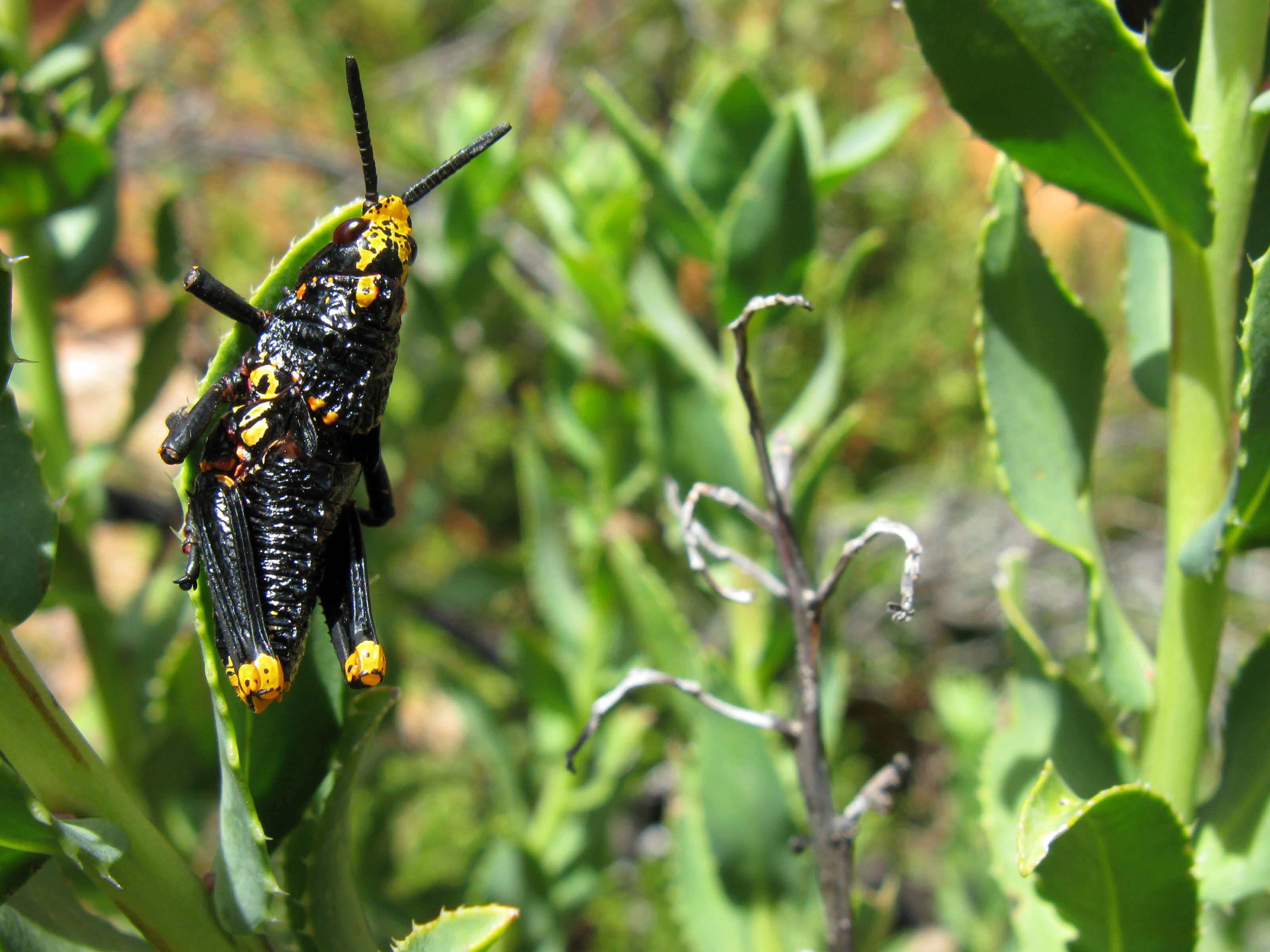
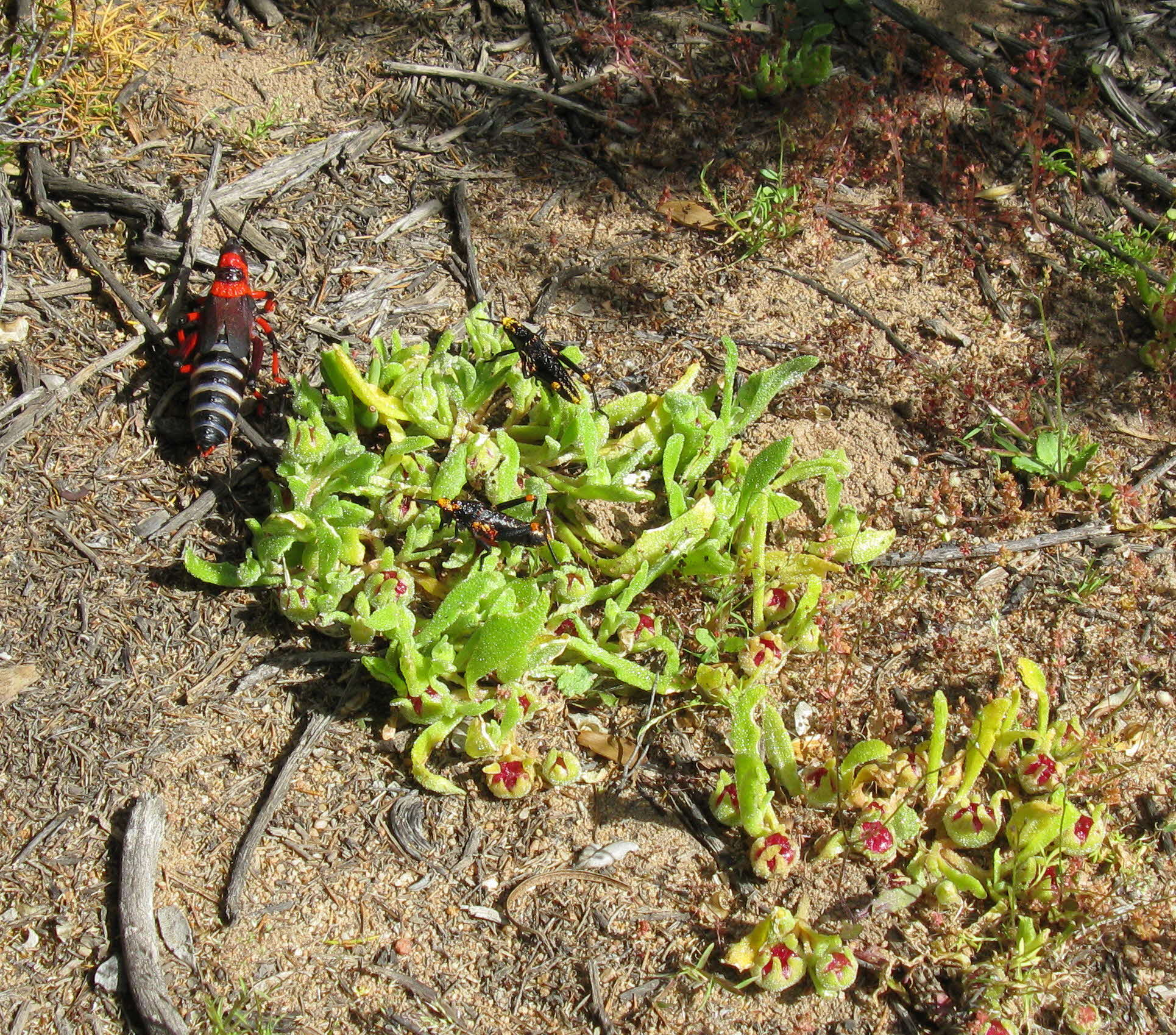
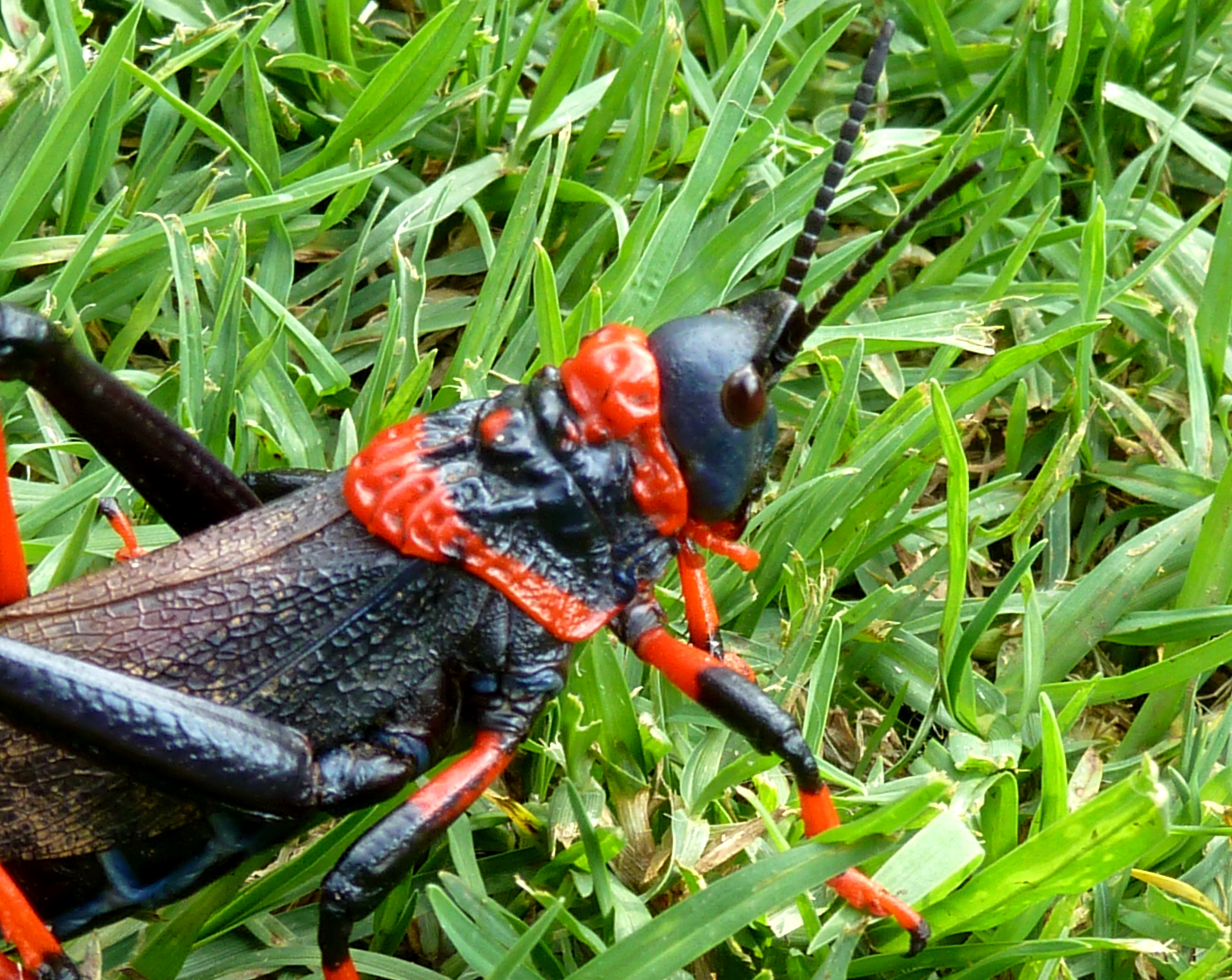